# György Majláth (1786-1861)
György Majláth (Zavar, 22 aprile 1786 – Vienna, 11 aprile 1861) è stato un nobile e politico ungherese.

## Biografa

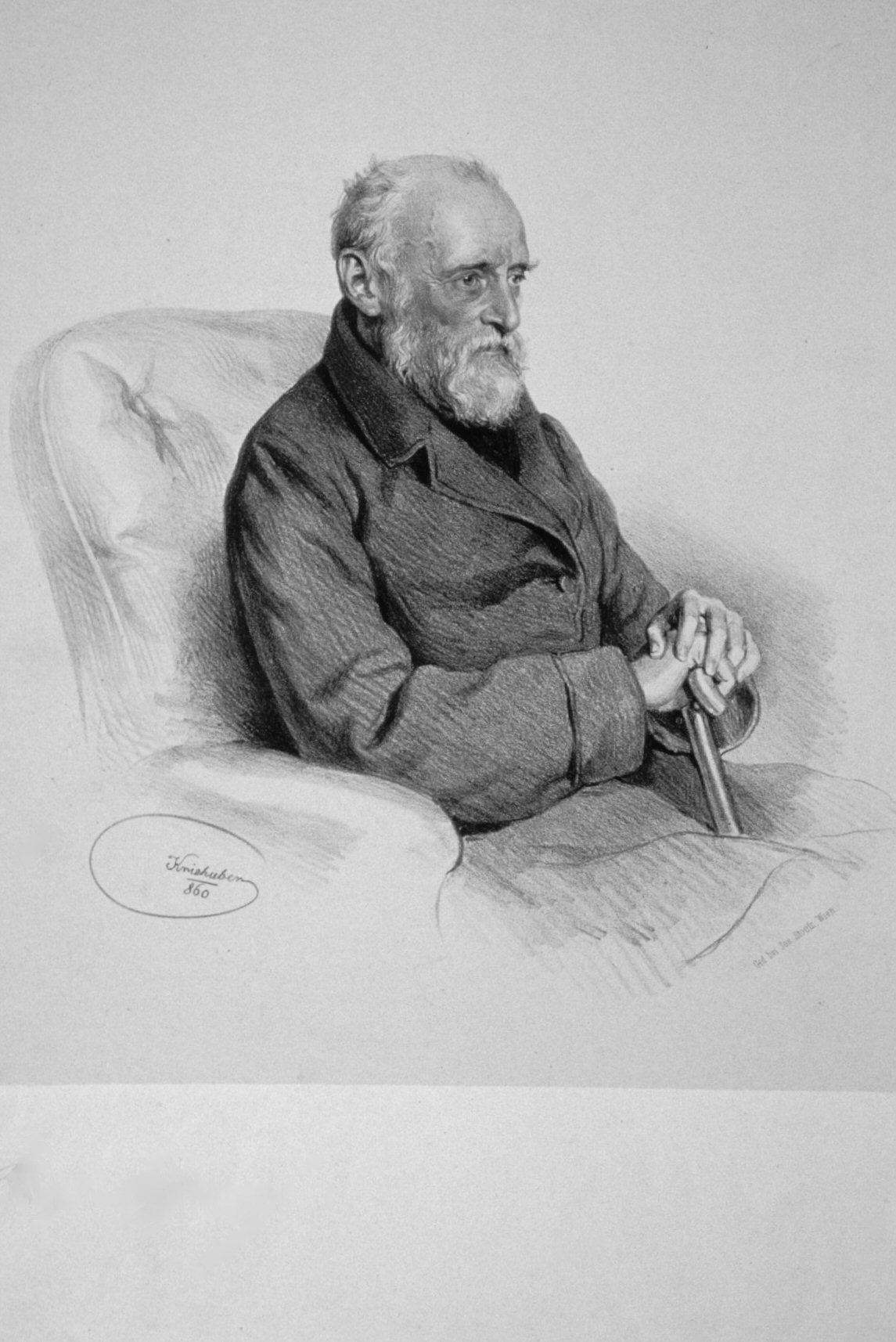
György Majláth in una litografia di metà Ottocento

György nacque a Zavar, in Ungheria, nel 1786, figlio di György, giudice reale, e di sua moglie, la nobildonna Klára Hrabovszky da Hrabova. Suo nonno materno era Gáspár Hrabovszky (1710 - 1791) governatore della provincia di Bratislava.
Compì i propri studi privatamente sotto la supervisione di suo zio, il prevosto Antal Majláth, passando poi al liceo classico di Győr e poi all'Università di Budapest dove studiò filosofia. Nel 1809 e nel 1810 fu vicecancelliere e dal 1811 capo notaio della contea di Bratislava. In aggiunta al commissario reale Antal Cziráky, dal 1814 venne inviato in Transilvania. Dal 1822 divenne impiegato alla cancelleria reale ungherese.
Commendatore dell'Ordine Reale di Santo Stefano d'Ungheria, divenne consigliere segreto e dal 1828 presidente della contea di Hont. Dal 1825 abbracciò con entusiasmo la causa della fondazione dell'Accademia delle Scienze ungherese, nata su iniziativa di István Széchenyi e ne divenne membro all'apertura nel 1831. Nelle sue qualità di Giudice Reale dal 1825, si impegnò attivamente nel migliorare i rapporti con i feudatari locali ed il governo centrale, organizzò un servizio di polizia, rivedette le leggi sul commercio e sulla regolazione del livello del Danubio e di altri fiumi importanti sul territorio ungherese. Fu fautore della magiarizzazione e della promozione dello studio e dell'insegnamento della lingua ungherese.
Nel 1848 divenne presidente della Camera Alta d'Ungheria e prese parte alla commissione del parlamento inviata alla fine dell'anno presso il principe Alfred von Windisch-Graetz, capo del governo provvisorio, per meglio provvedere alle necessità dell'Ungheria. Successivamente si ritirò a vita privata, dedicandosi all'agricoltura ed alla direzione delle sue proprietà terriere.

## Matrimonio e figli
Sposò Karolina Uzovics (1793 - 1856), dama della Croce Stellata, figlia di Lőrinc Uzovics (1747 - 1804) e di sua moglie, Franciska Kvassay (1762 - 1839). Dal loro matrimonio nacque un figlio:
- György Majláth (1818-1883), politico